# Col·legi de la Immaculada de les Escoles Pies
El Col·legi de la Immaculada de les Escoles Pies és una escola i monument del municipi del Masnou (Maresme) protegit com a bé cultural d'interès local.

## Història
Fou construït a la segona meitat del segle xix. El pas a nivell es va construir l'any 1892. Durant la Guerra Civil s'adequà a nous usos fent-hi un hospital on hi havia la capella, que a partir de l'any 1945 es va reconstruir. L'any 1966, Pere-Jordi Bassegoda hi dissenyà una ampliació amb noves aules. L'any 1940 es va fundar l'associació de les antigues alumnes.

## Descripció
Edifici escolar d'un sol volum de planta rectangular i forma de cub. Està compost de planta baixa, tres pisos i terrat pla utilitzat com a zona recreativa per l'alumnat del col·legi. L'alçada de les plantes va minvant a mesura que pugen els pisos. El parament de la façana és llis i sobri, només destaca el fris amb una sèrie de motius circulars amb quatrilòbuls a dins. La distribució d'espais de l'interior es resol amb un pati central porxat amb arcades. Totes les finestres i la porta d'accés són d'arc de mig punt. Els jardins i els camps d'esports són afegits posteriors.